# Александер Омодт Кільде
Александер Омодт Кільде (21 вересня 1992 , Берум, Акерсгус ) — норвезький гірськолижник, олімпійський медаліст, призер чемпіонату світу.

## Виступи на Олімпійських іграх
| Рік  | Місце проведення          | СЛ | ГС | СГ | ШС  | КМ   |
| ---- | ------------------------- | -- | -- | -- | --- | ---- |
| 2014 | Сочі, Росія               | —  | —  | 13 | DNF | DNF2 |
| 2018 | Пхьончхан, Південна Корея | —  | —  | 13 | 15  | 21   |
| 2022 | Пекін, Китай              | —  | —  | 3  | 5   | 2    |

## Виступи на чемпіонатах світу
| Рік  | Місце проведення       | СЛ | ГС   | СГ | ШС | КМ |
| ---- | ---------------------- | -- | ---- | -- | -- | -- |
| 2015 | Вейл/Бівер-Крик, США   | —  | —    | 19 | 26 | 8  |
| 2017 | Санкт-Моріц, Швейцарія | —  | DNF1 | 4  | 6  | 4  |
| 2019 | Оре, Швеція            | —  | —    | 24 | 8  | 22 |